# Caryospora dendrelaphis
Caryospora dendrelaphis – gatunek pasożytniczych pierwotniaków należący do rodziny Eimeriidae z podtypu Apicomplexa, które kiedyś były klasyfikowane jako protista. Występuje jako pasożyt węży. C. dendrelaphis cechuje się tym iż oocysta zawiera 1 sporocystę. Z kolei każda sporocysta zawiera 8 sporozoitów.
Obecność tego pasożyta stwierdzono u Dendrelaphis punctulatus należącego do rodziny połozowatych (Colubridae).

## Sporulowana oocysta
Jest kształtu sferoidalnego lub jajowatego, posiada 2 bezbarwne ściany o łącznej grubości 1 μm. Oocysta posiada następujące rozmiary: długość 12,2 – 25,5 μm, szerokość 12,2 – 24 μm. Brak mikropyli, wieczka biegunowego oraz ciałka biegunowego.

## Sporulowana sporocysta i sporozoity
Sporocysty kształtu owoidalnego o długości 10,3 – 18 μm, szerokości 8,5 – 14,1 μm. Występuje ciałko Stieda oraz substieda body (SBB). Brak parastieda body (PSB).